# Autostrada A89 (Niemcy)
Autostrada A89 (niem. Bundesautobahn 89 (BAB 89) także Autobahn 89 (A89)) – planowana autostrada w Niemczech, która ma przebiegać przez Ulm - Laupheim - Biberach an der Rib - Bad Waldsee - Weingarten - Ravensburg - Friedrichshafen.